# Roswitha Gerdes
Roswitha Gerdes (nach Heirat Gerdes-Kuhn; * 28. Juni 1961 in Damme) ist eine ehemalige deutsche Mittelstreckenläuferin, die sich auf die 1500-Meter-Distanz spezialisiert hatte.
1984 wurde sie Sechste bei den Leichtathletik-Halleneuropameisterschaften in Göteborg und Vierte bei den Olympischen Spielen in Los Angeles.
1984 wurde sie Deutsche Vizemeisterin über 1500 m. In der Halle wurde sie 1981 Vizemeisterin über 800 m und 1982 sowie 1984 Vizemeisterin über 1500 m.
Roswitha Gerdes startete für den ASV Köln. Sie studierte Medizin und promovierte 1990 zum Thema Stressreaktionen und Verletzungen an der unteren Extremität bei Mittelstreckenläuferinnen. Sie ist Fachärztin für Orthopädie und Unfallchirurgie und leitet mit ihrem Ehemann Harald Kuhn die Deutsche Gesellschaft für Freizeitmedizin GbR.

## Persönliche Bestzeiten
- 800 m: 1:58,88 min, 22. August 1984, Zürich
- 1000 m: 2:37,68 min, 19. August 1984, Hannover
- 1500 m: 4:04,41 min, 11. August 1984, Los Angeles
  - Halle: 4:10,03 min, 11. Februar 1984, Stuttgart
- 3000 m: 8:54,60 min, 29. August 1984, Koblenz